# Paramesius crassicornis
Paramesius crassicornis är en stekelart som beskrevs av Thomson 1858. Paramesius crassicornis ingår i släktet Paramesius, och familjen hyllhornsteklar. Arten är reproducerande i Sverige.